# Gmina Roland (Dakota Północna)
Roland (ang. Roland Township) — gmina w stanie Dakota Północna, w hrabstwie Bottineau. Według spisu ludności z 2010 roku, mieszkało tam 538 ludzi.